# Congophiloscia longiantennata
Congophiloscia longiantennata är en kräftdjursart som beskrevs av Helmut Schmalfuss och Franco Ferrara 1978. Congophiloscia longiantennata ingår i släktet Congophiloscia och familjen Philosciidae. Inga underarter finns listade i Catalogue of Life.